# Compétitions artistiques aux Jeux olympiques d'été de 1912

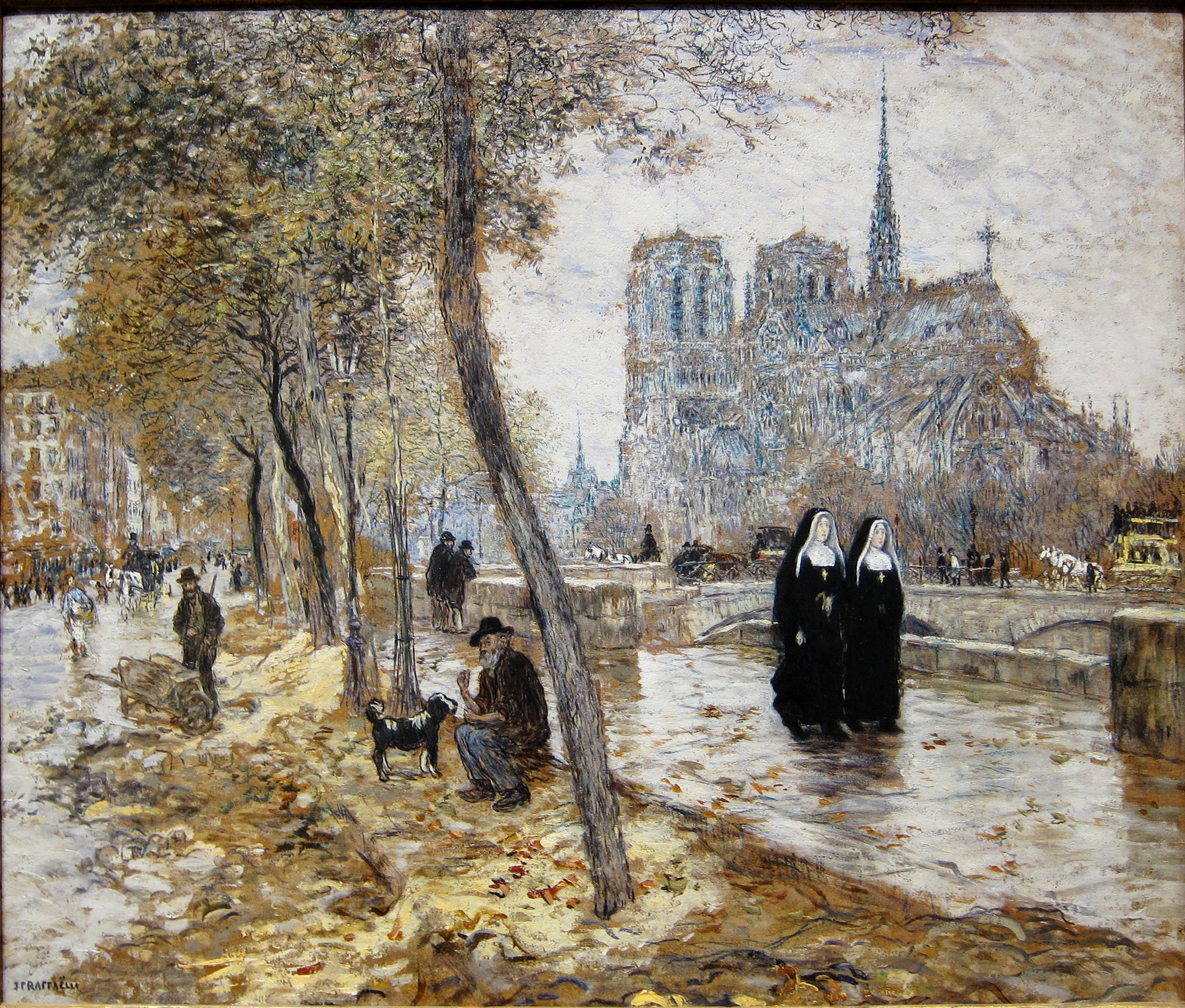
Notre-Dame de Paris, œuvre du peintre français Jean-François Raffaëlli, l’un des compétiteurs en lice à Stockholm.

En 1912, le projet du baron Pierre de Coubertin aboutit et des compétitions artistiques sont officiellement organisées pour la première fois à l’occasion des Jeux olympiques de 1912, qui se déroulent à Stockholm. Conjointement avec les compétitions sportives, cinq domaines artistiques donnent lieu à des concours : architecture, littérature, musique,  Peinture et sculpture. Un ensemble nommé le pentathlon des muses. Conformément aux vœux des organisateurs, les artistes récompensés par le jury reçoivent des médailles tout comme les athlètes. Pour cette première, les participants sont toutefois peu nombreux. Ainsi seulement six médailles sont attribuées : cinq en or et une en argent.

## Organisation et bilan
En dépit de la décision qui a été prise lors du IVe Congrès olympique qui s’est tenu à Paris du 23 au 25 mai 1906, les membres du Comité olympique suédois sont très réticents à l’idée d’organiser des compétitions artistiques. Contactées pour la circonstance, les institutions et associations artistiques suédoises sont également sceptiques, ne parviennent pas à s’entendre sur les règlements et doutent que l’on puisse gérer une compétition artistique comme une compétition sportive.
Il faut donc toute la force de persuasion de Pierre de Coubertin qui déclare que « si les Jeux olympiques n'incluaient pas de concours d'art, il montrerait un intérêt minimal envers eux » pour que le projet qu’il porte depuis 1906 aboutisse et que le Comité olympique suédois accepte finalement de transiger et fixe les règles des compétitions. Il est prévu que les œuvres produites doivent être originales et avoir un lien direct avec le sport. Il est également décidé que les artistes intéressés valident leur inscription aux concours avant le 15 janvier 1912. Les pièces produites devant se retrouver entre les mains des membres du Jury avant le 1er mars 1912. Enfin, Aucune limitation de taille ou de forme n'est imposée pour les manuscrits, plans, dessins ou toiles. Mais les sculpteurs sont tenus d'envoyer des modèles en argile ne dépassant pas 80 centimètres de hauteur, de longueur ou de largeur.
Le départ est timide : 35 artistes seulement participent. Les œuvres sont envoyées au 20, rue Oudinot à Paris, adresse de Pierre de Coubertin qui selon tout vraisemblance constitua à lui seul le jury des compétitions artistiques. Ensuite, les œuvres sont acheminées à Stockholm, où elles sont exposées dans une salle à Karlavägen, une esplanade située dans le quartier Östermalm, tout près du stade olympique.
Les lauréats du prix d'architecture sont les Suisses Eugène-Edouard Monod et Alphonse Laverrière qui avaient déjà participé au Concours international d'architecture parrainé par le CIO, en 1911. A cette occasion, ils avaient remporté le premier prix avec leur projet intitulé :  Plan de construction d'un stade moderne. C’est cette réalisation présentée à nouveau à Stockholm, sous une forme légèrement différente, qui leur donne la médaille d‘or. Une entorse à l’exigence d’originalité qu’imposait le règlement mais qui n'a pas finalement porté préjudice aux deux Suisses.
La médaille d’or de la littérature est décernée aux Allemands Georges Hohrod et Martin Eschbach, pour Ode au sport, qui a été écrit en trois langues (Français, anglais et allemand). En vérité, ce texte est l’œuvre de Pierre de Coubertin lui-même qui s'est inscrit aux concours sous le double pseudonyme précédemment cité. On pense que c’est Marie Eschbach son épouse (née Rothan) qui a traduit l’œuvre en Allemand.
C’est l’Italien Riccardo Barthélemy qui remporte la médaille d’or, en Musique, pour sa Marche olympique triomphale, dans un concours sans médaille d’argent, ni médaille de bronze. Personnage assez énigmatique connu également sous le nom de Richard Barthelemi, ce musicien  dont la nationalité italienne n'est pas certaine (il est né dans l'actuelle Turquie, a vécu en Italie et s'est ensuite proclamé Français) et surtout connu pour avoir accompagné au piano le grand ténor italien, Enrico Caruso.
Seuls quatre peintres participent au concours de peinture dont le lauréat est l’Italien Carlo Pellegrini. Dans cette discipline, aucune autre médaille (argent ou bronze) n’est décernée aux autres participants qui sont pourtant des artistes reconnus. Le Britannique Ernest Townsend, les Français Ferdinand Gueldry et Jean-François Raffaëlli.
En sculpture, le médaille d'or est attribuée à l’Américain Walter Winans pour sa statuette en bronze intitulée Un trotteur américain. Walter Winans était un artiste également doué dans le domaine sportif puisqu’il participe à Stockholm à six épreuves de tir et remporte une médaille d'argent au « cerf courant », en compétition par équipe. A Londres, en 1908, il avait déjà remporté une médaille d'or dans la même spécialité, mais en individuel. Le second de l’épreuve et médaillé d’argent est le Français Georges Dubois qui possède aussi de nombreux talents : sculpteur mais également escrimeur (maître d’armes) et écrivain.

## Tous les médaillés
| Disciplines artistiques | Or                                                                               | Argent                                                               | Bronze      |
| ----------------------- | -------------------------------------------------------------------------------- | -------------------------------------------------------------------- | ----------- |
| Projets architecturaux  | Eugène Monod et Alphonse Laverrière pour Plan de construction d'un stade moderne | non décerné                                                          | non décerné |
| Sculpture               | Walter Winans pour Le trotteur américain                                         | Georges Dubois pour Maquette d'une porte d'entrée d'un stade moderne | non décerné |
| Peinture                | Carlo Pellegrini (en) pour Sports d'hiver                                        | non décerné                                                          | non décerné |
| Littérature             | Georges Hohrod et Martin Eschbath pour Ode au sport                              | non décerné                                                          | non décerné |
| Musique                 | Riccardo Barthelemy (en) pour Marche triomphale olympique                        | non décerné                                                          | non décerné |

## Tableau des médailles
| Rang | Nation     | Or | Argent | Bronze | Total |
| ---- | ---------- | -- | ------ | ------ | ----- |
| 1    | Italie     | 2  | 0      | 0      | 2     |
| 2    | France     | 1  | 1      | 0      | 2     |
| 3    | Etats-Unis | 1  | 0      | 0      | 1     |
| 3    | Suisse     | 1  | 0      | 0      | 1     |
|      | Total      | 5  | 1      | 0      | 6     |

### Sources
- Bilan officiel des compétitions artistiques de 1912 à 1948 sur Olympic Museum.
- 4ème Congrès Olympique, Paris.
- Beaux-arts
- Art Competitions at the 1912 Summer Olympics
- Encyclopedia universalies Universalis.fr Les concours d’arts et littérature